# Windland Smith Rice
Sandra Windland "Wendy" Smith Rice (1970 - 2005) foi uma fotógrafa estadunidense notória por seus trabalhos fotográficos com animais. Após sua morte foi criado a premiação anual Windland Smith Rice International Awards, organizada pelo Museu Nacional de História Natural Smithsonian.
No final do filme P.S I Love you, Windland é homenageada por sua irmã, Molly Smith - produtora do filme, e pela produção do filme nas considerações finais.